# 顾传训
顾传训（1935年3月—），男，浙江海盐人，中华人民共和国政治人物。

## 生平
1953年至1958年，为上海五四二厂学徒、工人。1958年至1959年，为上海天原化工厂聚氯乙烯车间工人，副工段长。1959年5月，加入中国共产党。1959年至1967年，任上海天原化工厂聚氯乙烯车间值班主任，厂人事科、质检科、工程设计科、基建科、生产计划科副科长。1967年至1972年任，上海天原化工厂革委会生产组副组长，科室党支部副书记。1972年至1973年，任上海天原化工厂党委副书记。1973年至1979年，任上海石油化工总厂化工二厂筹建组副组长、党委副书记、总厂生产办公室主任。1979年至1988年4月，任上海石油化工总厂副厂长、代厂长、厂长。1988年4月至1993年4月，任上海市人民政府副市长。1993年6月至2000年10月，任长江经济联合发展公司董事长。此外担任中共第十三届中央候补委员五届市委委员，市第五次-会代表2010年12月8日在上海逝世，享年76岁。。